# Glaciation de l'Andéen-Saharien
La glaciation de l'Andéen-Saharien a affecté l'actuel hémisphère nord entre 450 et 420 Ma, au Paléozoïque, durant l'Ordovicien supérieur et le Silurien.

## Chronologie
Selon Eyles et Young : « Un épisode glaciaire majeur vers 440 Ma a été enregistré dans les strates de l'Ordovicien supérieur (notamment l'Ashgillien) en Afrique de l'Ouest (formation de Tamadjert au Sahara), au Maroc (bassin de Tindouf) et au centre-ouest de l'Arabie Saoudite, toutes zones qui se trouvaient aux latitudes polaires à ce moment. Entre l'Ordovicien supérieur et le début du Silurien, le centre de la glaciation se déplaça du nord de l'Afrique vers le sud-ouest de l'Amérique du Sud,. »
L'Andéen-Saharien fut précédé au Cryogénien (720-635 Ma) par la glaciation sturtienne et la glaciation marinoenne, épisodes de type « Terre boule de neige », et suivi par la glaciation du Karoo (360-260 Ma).

## Géographie
Des traces de cet épisode ont été retrouvées dans la péninsule arabique, au Sahara, en Afrique de l'Ouest, au sud de l'Amazonie et dans les Andes. Le noyau de la glaciation se trouvait au Sahara à l'Ordovicien (450-440 Ma) et se retrouva en Amérique du Sud au Silurien (440-420 Ma). L'étendue maximale de la glaciation se situa en Afrique et dans l'est du Brésil.

## Causes
Quoique la production d'énergie solaire ait été 4,5 % plus faible pendant l'Ordovicien supérieur, une différence qui déclencherait une glaciation aujourd'hui, le taux de dioxyde de carbone était 18 fois plus élevé. Dans le même temps, par subduction, la plaque océanique plongeait sous le continent nord-américain, créant l'orogenèse des Appalaches (325-260 Ma), qui entraîna une chute des niveaux de dioxyde de carbone par altération climatique liée au processus d'altération des silicates. Les causes ne sont pas connues avec précision, mais cela, combiné à la dérive des continents et aux modifications de l'orbite terrestre, est soupçonné d'être le déclencheur de la glaciation,.

### Citation originale
1. ↑  (en) « A major glacial episode at c. 440 Ma, is recorded in Late Ordovician strata (predominantly Ashgillian) in West Africa (Tamadjert Formation of the Sahara), in Morocco (Tindouf Basin) and in west-central Saudi Arabia, all areas at polar latitudes at the time. From the Late Ordovician to the Early Silurian the centre of glaciation moved from northern Africa to southwestern South America. »